# Balderich (Speyer)
Balderich, auch Balther, Baltherus, Balzo oder Balther von Säckingen (* vor 950; † 15. April 986 oder 15. April 987) war von 970 bis zu seinem Tod Bischof von Speyer.
Balderich besuchte die Klosterschule in St. Gallen und wurde danach Mönch im noch im 10. Jahrhundert aufgelösten Herrenkloster des als Doppelkloster gegründeten Fridolinsstifts in Säckingen, wo er die Lebensgeschichte des Fridolin von Säckingen verfasste.
Er wurde 970 Bischof von Speyer und nahm 982 an der Schlacht bei Cotrone teil, in der Kaiser Otto II. die Auseinandersetzung mit den Sarazenen um die Herrschaft über Süditalien verlor. Balderich war der Lehrer von Walter von Speyer, einem späteren Bischof von Speyer.